# Gary Brabham
Gary Brabham, född 29 mars 1961 i Wimbledon i London, är en australisk racerförare. Han är son till racerföraren Jack Brabham och bror till racerföraren David Brabham. 
Gary Brabham förkvalade till två formel 1-lopp men han lyckades inte gå vidare till någon av kvalificeringarna.

## F1-karriär
| Säsong | Stall/Tillverkare | Poäng | Placering |
| ------ | ----------------- | ----- | --------- |
| 1990   | Life              | 0     | –         |